# Liaucous
Liaucous je malá vesnice, část francouzské obce Mostuéjouls nalézající se v soutěsce Gorges du Tarn asi 1 km severozápadně od soutoku řek Tarn a Jonte. Vesnice leží ve francouzském departementu Aveyron v regionu Occitanie.

## Poloha
Vesnice leží v jihovýchodní čtvrtině francouzského departementu Aveyron a na hranici s departementem Lozère uvnitř regionálního přírodního parku Grands Causses, na jihozápadním okraji náhorní plošiny Causse de Sauveterre. Vesnice je dostupná po departementální silnici RD 192 z Mostuéjouls nebo po místní komunikaci odbočující ze silnice vedoucí do obce Le Rozier.
V současnosti je vesnice známá především jako východiskové místo pro přístup na ferratu Liaucous. 

## Historie
Lokalita vesnice, strategicky umístěná pod skalními římsami náhorní plošiny Causse de Sauveterre, byla osídlena již od neolitu (šípová industrie Sauveterre).
V roce 1834 se vesnice Liaucous sloučila s Mostuéjouls.
K architektonickému dědictví vesnice patří románský kostel Saint-Sauveur de Liaucous, zapsaný v roce 1930 na seznam historických památek Francie.

## Galerie

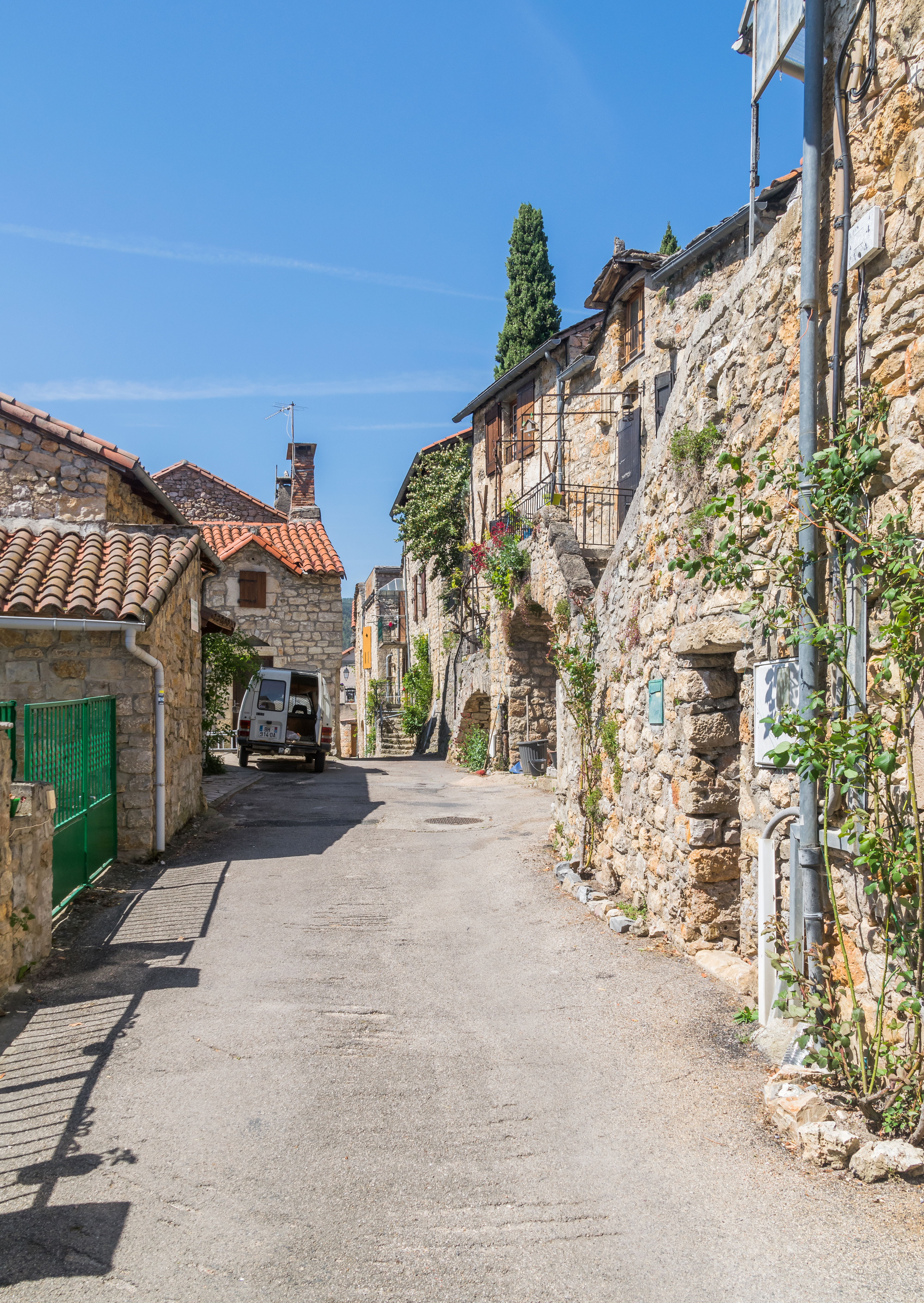
ulička v Liaucous
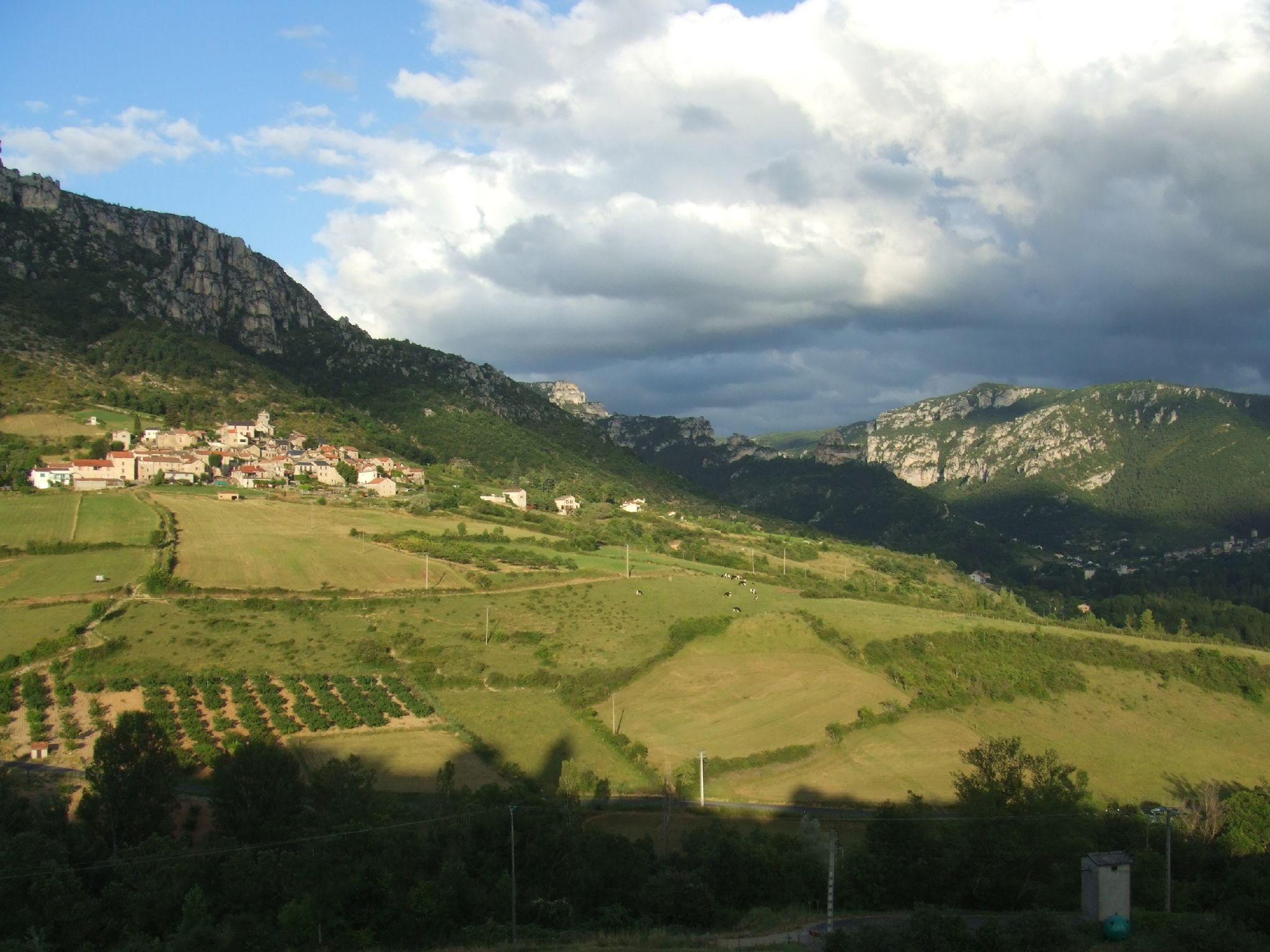
pohled na Liaucous
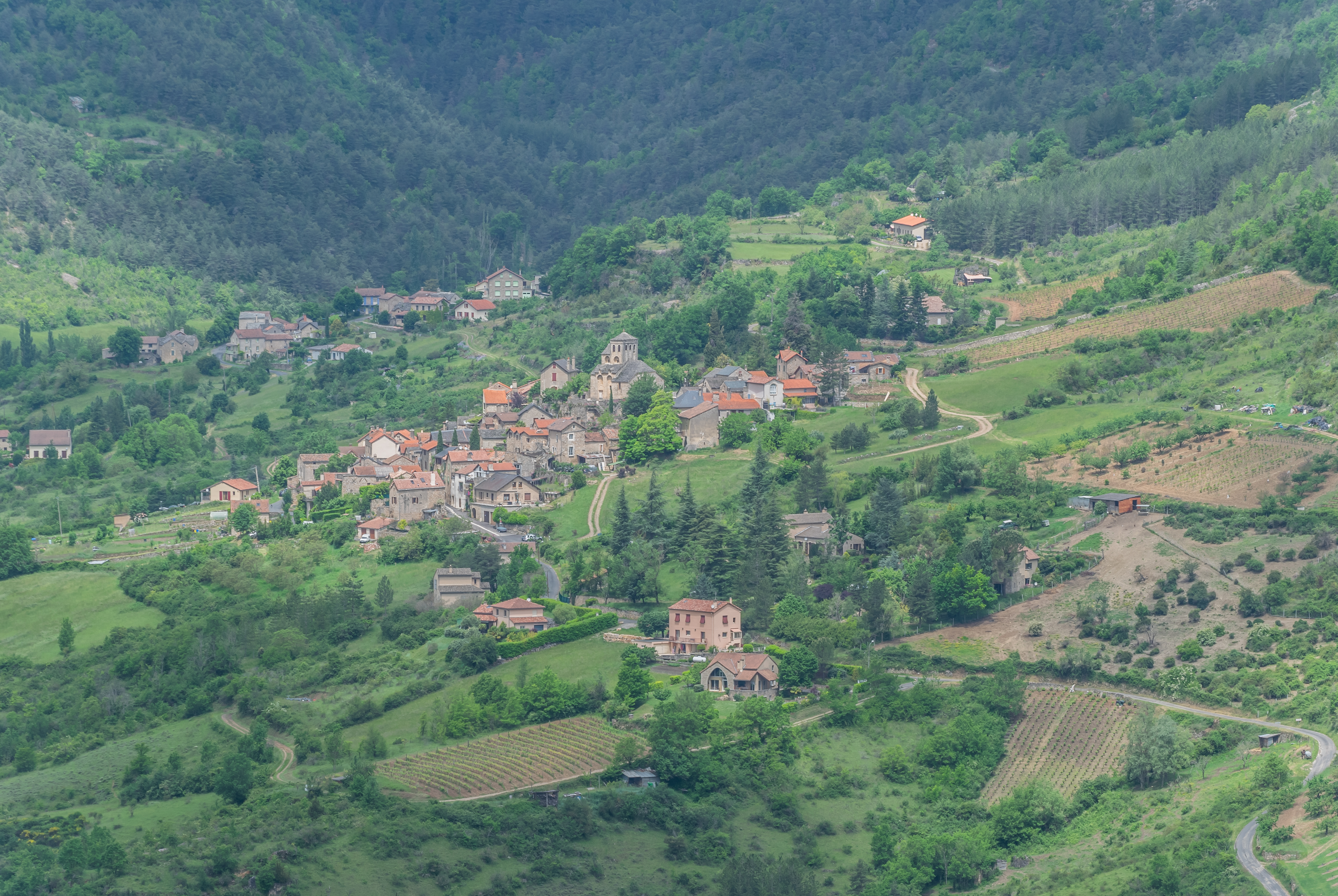
pohled na Liaucous z Peyereleau
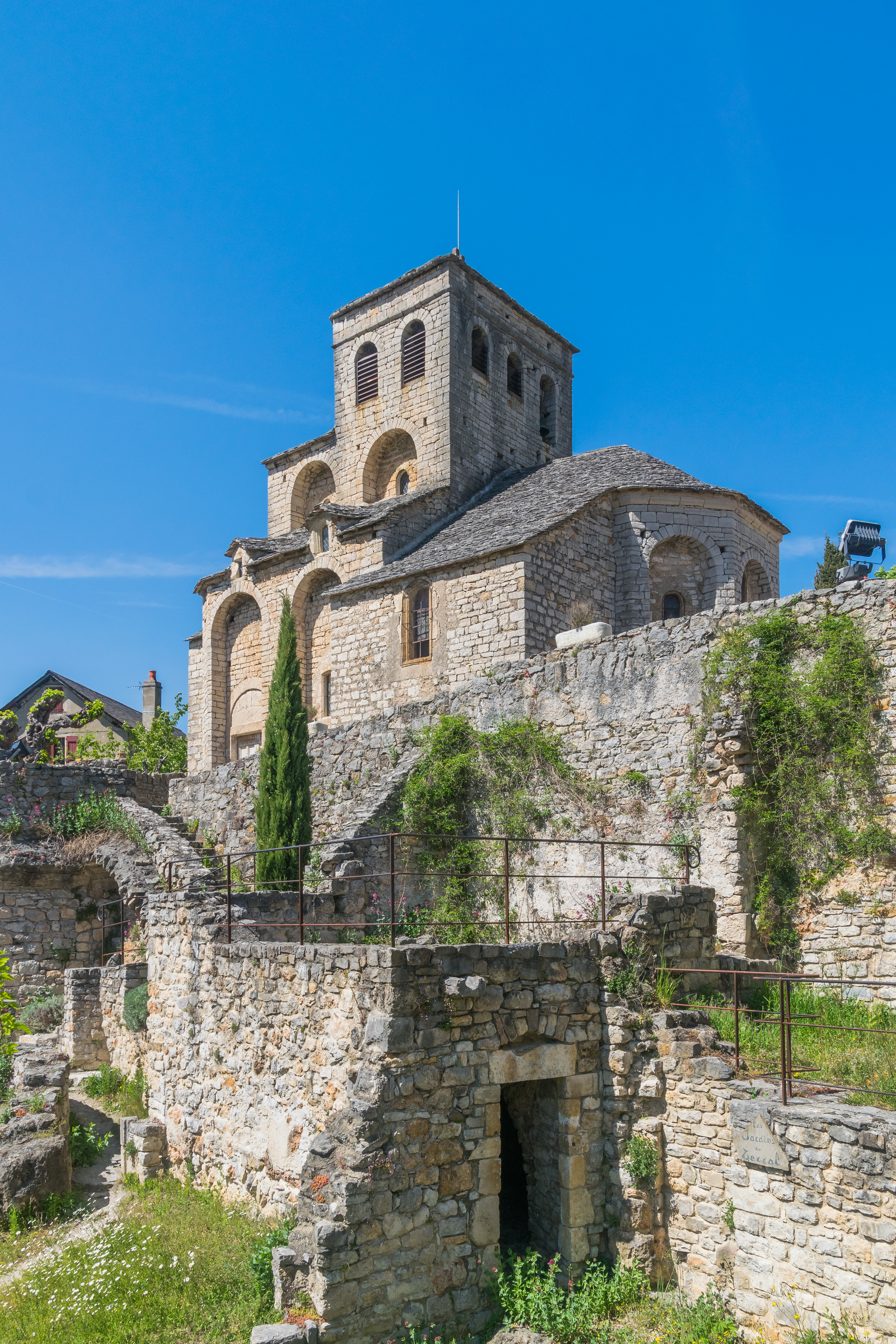
románský kostel Saint-Sauveur v Liaucous